# Дом 57 на улице Кирова

Фото 1984 года

Дом 57 на улице Кирова — памятник истории во Владикавказе, Северная Осетия. Выявленный объект культурного наследия России. Находится в исторической части города на улице Кирова, 57. Памятник, связанный с жизнью осетинского революционного деятеля Инала Тотуруковича Собиева.
Дом построен в начале XX века. В этом доме с 1927 по 1961 года в квартире № 18 проживал участник революции 1905 года Инал Тотурукович Собиев.
Фасад одноэтажного кирпичного жилого здания на каменном фундаменте выходит на улицу Кирова. Фасад завершён карнизом и аттиком. По фасаду расположены шесть прямоугольных двухстворчатых окон. Среднее окно переоборудовано во вход торгового предприятия. Ранее до перестройки здания на фасаде было десять окон с профилированными наличниками. Аттик над центральным окном разрушен. В межоконных пространствах расположены пилястры. Верх окон оформлен декоративным камнем, нижняя часть окна украшена слегка заглублёнными профилированными прямоугольными нишами. Углы дома оформлены рустованными лопатками.
Здание внесено в реестр охраняемых памятников 14 сентября 1984 года.

## Источник
- Паспорт объекта, Главное управление охраны, реставрации и использования памятников истории и культуры, Министерство истории и культуры СССР